# Censo demográfico do Brasil de 1980
O Censo demográfico de 1980, ou IX Recenseamento Geral do Brasil, foi a nona operação censitária nacional conduzida na história do Brasil, ficou a cargo do IBGE, o Instituto Brasileiro de Geografia e Estatística, órgão oficial de realização das estatísticas nacionais. A nona operação censitária nacional, determinou que a população residente do Brasil era de 121.150.573, um aumento de 28,2% em relação às 94.508.583 pessoas enumeradas durante o Censo de 1970. Foi o primeiro censo da história em que a população brasileira ficou acima dos 100 milhões de habitantes e também o primeiro em que a maioria da população já residia em áreas urbanas.
O Censo de 1980 foi o quinto da série a ocorrer no intervalo de 10 anos e também a ser realizado pelo IBGE, a sua data de referência foi o intervalo de tempo entre a noite do dia 31 de agosto de 1980 e a manhã de 1º de setembro. A amostragem utilizada no referido censo foi de 25%, o seu slogan foi "O Brasil que a gente conta".
Além de revelar a população nacional, o Censo também revelou a população dos 22 estados, 4 territórios e 1 Distrito Federal existentes na época.

## Preparação

### Censo experimental
O censo experimental, preparativo para o Recenseamento de 1980, ocorreu um ano antes, em Taubaté, interior do estado de São Paulo.

## Realização

### Provimento legal
A realização do Recenseamento de 1980 obedeceu às determinações da Lei  nº 5.878, de 11 de maio de 1973, aos dispositivos do Decreto nº 74.084, de 20 de maio de 1974, e também aos do Decreto nº 84.221, de 19 de novembro de 1979.

### Inovações
A apuração do Censo seguiu-se modernizando, nesta operação foi introduzido o uso do computador IBM 360/30, que gravou toda a apuração em fita magnética, permitindo a substituição dos usados cartões perfurados.

### Contexto
No Censo demográfico de 1980 foram investigadas as características das pessoas, das famílias e dos domicílios, recenseados todas as pessoas residentes no Brasil na data de referência, incluindo as que se encontravam temporariamente ausentes do país, também foi recenseada a população indígena que vivia em postos da FUNAI, em missões religiosas ou em outras áreas. Os únicos que não foram recenseados foram povos indígenas que viviam em tribos isoladas, conservando seus hábitos primitivos de existência.

## População total
A população por subdivisões, mostrou que o estado de São Paulo continuou sendo o mais populoso da nação, com 25 375 199 habitantes, enquanto que o Território de Fernando de Noronha apresentou-se como o menos populoso, contando com uma população de apenas 1 266 habitantes.
| Posição | Unidade federativa                | População (1970) | População (1980) | % Crescimento |
| ------- | --------------------------------- | ---------------- | ---------------- | ------------- |
| 1º      | São Paulo                         | 17 958 693       | 25 375 199       | 41,3          |
| 2º      | Minas Gerais                      | 11 645 095       | 13 651 852       | 17,2          |
| 3º      | Rio de Janeiro                    | 9 110 324        | 11 489 797       | 26,1          |
| 4º      | Bahia                             | 7 583 140        | 9 597 393        | 26,6          |
| 5º      | Rio Grande do Sul                 | 6 755 458        | 7 942 722        | 17,6          |
| 6º      | Paraná                            | 6 997 682        | 7 749 752        | 10,7          |
| 7º      | Pernambuco                        | 5 253 901        | 6 243 009        | 18,9          |
| 8º      | Ceará                             | 4 491 590        | 5 380 432        | 19,8          |
| 9º      | Maranhão                          | 3 037 135        | 4 097 231        | 34,9          |
| 10º     | Goiás                             | 2 997 570        | 3 967 907        | 32,4          |
| 11º     | Santa Catarina                    | 2 930 411        | 3 687 652        | 25,8          |
| 12º     | Pará                              | 2 197 072        | 3 507 312        | 59,6          |
| 13º     | Paraíba                           | 2 445 419        | 2 810 032        | 14,9          |
| 14º     | Piauí                             | 1 734 894        | 2 188 150        | 26,1          |
| 15º     | Espírito Santo                    | 1 617 857        | 2 063 679        | 27,6          |
| 16º     | Alagoas                           | 1 606 174        | 2 011 875        | 25,3          |
| 17º     | Rio Grande do Norte               | 1 611 606        | 1 933 126        | 20,0          |
| 18º     | Amazonas                          | 960 934          | 1 449 135        | 50,8          |
| 19º     | Mato Grosso do Sul                | 1 010 731        | 1 401 151        | 38,6          |
| 20º     | Distrito Federal                  | 546 015          | 1 203 333        | 120,4         |
| 21º     | Mato Grosso                       | 612 887          | 1 169 812        | 90,9          |
| 22º     | Sergipe                           | 911 251          | 1 156 642        | 26,9          |
| 23º     | Território de Rondônia            | 116 620          | 503 125          | 331,4         |
| 24º     | Acre                              | 218 006          | 306 893          | 40,8          |
| 25º     | Território do Amapá               | 116 480          | 180 078          | 54,6          |
| 26º     | Território de Roraima             | 41 638           | 82 018           | 97,0          |
| 27º     | Território de Fernando de Noronha | 1 313            | 1 266            | −3,6          |

## Por região
| Posição | Unidade federativa  | População (1970) | População (1980) | % Crescimento |
| ------- | ------------------- | ---------------- | ---------------- | ------------- |
| 1º      | Região Sudeste      | 40 331 969       | 52 580 527       | 30,4          |
| 2º      | Região Nordeste     | 28 675 110       | 35 419 156       | 23,5          |
| 3º      | Região Sul          | 16 683 551       | 19 380 126       | 16,2          |
| 4º      | Região Centro-Oeste | 4 629 640        | 7 003 515        | 51,3          |
| 5º      | Região Norte        | 4 188 313        | 6 767 249        | 61,6          |